# Bactrocera zahadi
Bactrocera zahadi är en tvåvingeart som beskrevs av Mahmood 1999. Bactrocera zahadi ingår i släktet Bactrocera och familjen borrflugor. Inga underarter finns listade.